# Guillermo Navarro
Guillermo Navarro, ASC (nascido em 1955), é um diretor de fotografia e cineasta mexicano. Atua em Hollywood desde 1993 e é colaborador frequente dos diretores Guillermo del Toro e Robert Rodriguez. Em 2006, conquistou o Oscar de Melhor Fotografia pelo filme O Labirinto do Fauno. Sua obra caracteriza-se pelo uso marcante de tons azuis vibrantes e amarelos que frequentemente dominam o quadro. Na textura visual, alterna entre uma estrutura granular bem definida e nítida, e uma mais suavizada ou refinada. Sua filmografia é diversificada, abrangendo desde filmes independentes até produções cinematográficas de grande orçamento. Navarro estreou como diretor em 2012 com o videoclipe "Blue Eyed Sailor", da cantora Mia Maestro, codirigido com o artista multimídia Juan Azulay e fotografado por seu filho Álvaro Navarro.

## Filmografia
- 2021 - Imperdoável (Diretor de Fotografia)
- 2020 - Dolittle (Cineasta)
- 2019 - Godfather of Harlem (Cineasta)
- 2018 - London Fields: Romance Fatal (Cineasta)
- 2017 - A Rainha da Cocaína (Cineasta)
- 2017 - Star Trek: Discovery (Diretor de Fotografia)
- 2016 - Calvin Harris: My Way (Vídeo Musical, Cineasta)
- 2016 - Kanye West: Fade (Vídeo Musical, Cineasta)
- 2014 - Uma Noite no Museu 3: O Segredo da Tumba (Diretor de Fotografia)
- 2013 - Círculo de Fogo (Diretor de Fotografia)
- 2012 - A Saga Crepúsculo: Amanhecer - Parte 2 (Diretor de Fotografia)
- 2012 - Mockingbird Lane (Filme de TV) (Diretor de Fotografia)
- 2011 - A Saga Crepúsculo: Amanhecer - Parte 1 (Diretor de Fotografia)
- 2011 - Eu Sou o Número Quatro (Diretor de Fotografia)
- 2011 - A Inquilina (Diretor de Fotografia)
- 2008 - A Todo Volume (Documentário) (Cineasta)
- 2008 - What We Take from Each Other (Cineasta)
- 2008 - Hellboy II: O Exército Dourado (Diretor de Fotografia)
- 2007 - Blood Brothers (Cineasta)
- 2006 - Uma Noite no Museu (Diretor de Fotografia)
- 2006 - O Labirinto do Fauno (Cineasta)
- 2005 - Zathura - Uma Aventura Espacial (Diretor de Fotografia)
- 2004 - Toothpaste (Cineasta)
- 2004 - Hellboy (Diretor de Fotografia)
- 2003 - Imagining Argentina (Diretor de Fotografia)
- 2001 - Silencio roto (Cineasta)
- 2001 - A Espinha do Diabo (Cineasta)
- 2001 - Pequenos Espiões (Diretor de Fotografia)
- 1999 - O Pequeno Stuart Little (Diretor de Fotografia)
- 1997 - Jackie Brown (Diretor de Fotografia)
- 1997 - Spawn (1997) (Diretor de Fotografia)
- 1996 - Despertar de um Pesadelo (Cineasta)
- 1996 - Alma de Poeta, Olhos de Sinatra (Cineasta)
- 1996 - Um Drink no Inferno (Cineasta)
- 1995 - Grand Hotel (Diretor de Fotografia)
- 1995 - A Balada do Pistoleiro (Diretor de Fotografia)
- 1994 - The Cisco Kid (Filme de TV) (Cineasta)
- 1994 - ABC Afterschool Specials (Serie de TV) (1 episódio) (Cineasta)
- 1994 - Just Chill
- 1993 - Dollar Mambo (Cineasta)
- 1993 - Paraíso Perigoso (Cineasta)
- 1993 - Cronos (Diretor de Fotografia)
- 1992 - Vinaya (Cineasta)
- 1991 - Cabeza de Vaca
- 1991 - Intimidades de un cuarto de baño (Cineasta)
- 1990 - Morir en el golfo (Cineasta)
- 1986 - Amor a la vuelta de la esquina (Cineasta)
- 1982 - El día que vinieron los muertos (Documentário) (Cineasta)
- 1981 - El día en que vienen los muertos. Mazatecos (I) (Documentário) (Cineasta)
- 1979 - Esta voz entre muchas (Documentário) (Cineasta)
- 1973 - Sur: sureste 2604 (Documentário) (Cineasta)